# 拡散ポンプ

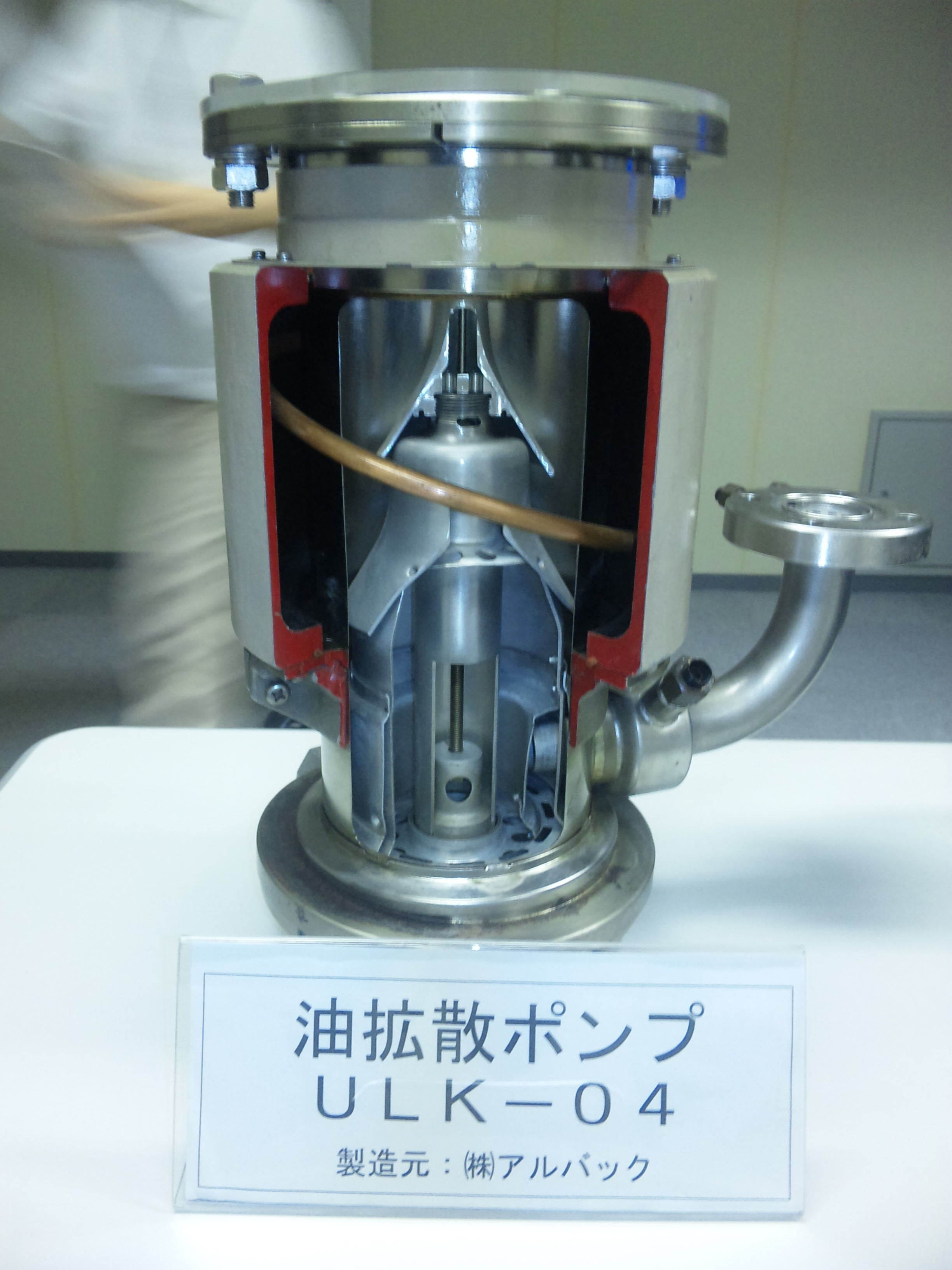
油拡散ポンプの断面モデル

拡散ポンプ（かくさんポンプ、英語: diffusion pump）は、半導体製造・加工装置などの真空チャンバーで主に用いられる真空ポンプである。主に油拡散ポンプが使われるが、用途によっては水銀拡散ポンプが使われることもある。DPと略されることもある。
下部のヒーターで熱せられたジェット状の拡散オイル蒸気は、超音速に到達して分子を捕獲し10−3から10−7 Pa（10−5から10−9 Torr）程度の真空を作り出すことができる。また、コールドトラップ（液体窒素トラップが普通）を併用してチャンバー内の水分を除去しながら排気を行えば排気速度の向上につながる。

動作原理

拡散オイルは循環させて使用し、使用状況にもよるが半年から数年に一度は交換が必要である。拡散オイルは少なすぎると焦げつくので、注入する量には注意が必要である。ヒ素などの有毒物質を使った場合、拡散オイルにそれらが蓄積しているため、交換後の拡散オイルは産業廃棄物として処理する。
背圧と動作圧力の両方に厳しい圧力制限があり、補助ポンプは必須である。排気側の背圧が高くなり臨界背圧を超えると、真空チャンバー側に拡散オイル蒸気が漏れ出すオイルバックを引き起こす。吸気側も、最大動作圧力を超えないよう先にチャンバーを大気圧から粗引きしておく必要がある。
メンテナンスはユーザが行うことができ、能力の割に安価なので広く使われている。頻繁にコールドトラップへの液体窒素補充の必要があるのが難点。